# Tierps kyrkby
Tierps kyrkby är kyrkbyn i Tierps socken och en småort och ett villaområde i Tierps kommun. Villaområdet är placerat på klockargårdens gamla åker, inte långt från Tierps kyrka, därav namnet. Kyrkbyn ligger längs gamla E4 (Länsväg C 600) genom Uppland omkring 5 kilometer söder om Tierp.